# Scolopocryptops spinicaudus
Scolopocryptops spinicaudus är en mångfotingart som beskrevs av Charles Thorold Wood 1862. Scolopocryptops spinicaudus ingår i släktet Scolopocryptops och familjen Scolopocryptopidae. Inga underarter finns listade i Catalogue of Life.